# Sunny Leone
Karenjit Kaur Vohra (Sarnia, 13 mei 1981) beter bekend als Sunny Leone, is een Canadese actrice, model, zakenvrouw en ex-pornoster. Ze is in 2003 verkozen tot Penthouse Pet of the Year. Zij stond onder contract bij Vivid Entertainment. In 2010 was zij volgens Maxim een van de 12 meest succesvolle pornosterren van 2010. Ze heeft sindsdien meer aandacht gekregen in de mainstreammedia en is verschenen in televisieprogramma's en niet-pornografische films.

## Jeugd
Leone is geboren in een Sikh gezin uit Punjab, India. Haar vader is geboren in Tibet en opgevoed in Delhi. Haar moeder, die is overleden in 2008, kwam uit Sirmaur, in de Indiase provincie Himachal Pradesh. Als jong meisje was ze sportief en speelde ze straathockey met jongens, en ging ze regelmatig schaatsen.
Hoewel haar familie Sikh was, stuurden haar ouders haar naar een katholieke school, omdat haar ouders een openbare school niet veilig genoeg vonden. Op 18-jarige leeftijd kwam ze tot de conclusie biseksueel te zijn.
Toen ze 13 was, verhuisde haar familie naar Fort Gratiot in de staat Michigan in de VS. Een jaar later verhuisde ze weer, nu naar Lake Forest in Californië naar de rest van haar familie, omdat haar grootouders dit graag wilden. Ze heeft in 1999 haar middelbare school afgerond en ging naar een vervolgopleiding.

## Loopbaan

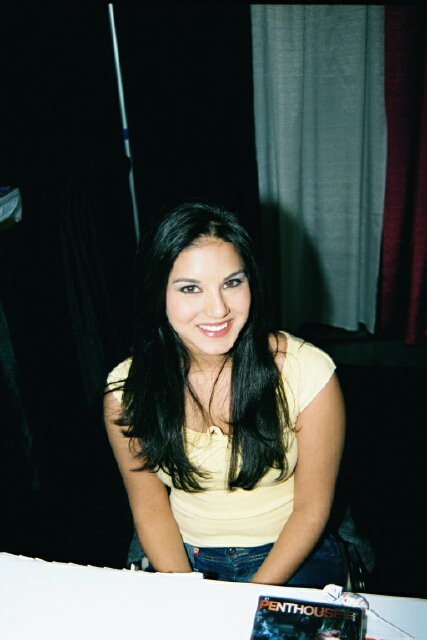
Sunny Leone in 2002 op een van haar eerste promo's

Toen Leone in opleiding was om een kinderverpleegster te worden in Orange County, Californië, stelde een van haar klasgenoten, die een exotische danseres was, haar voor aan John Stevens. Hij stelde haar weer voor aan Jay Allen, een fotograaf voor Penthouse. Als pseudoniem koos ze Sunny – de naam van haar broer – en Leone werd gekozen door Bob Guccione, oud-eigenaar van Penthouse. Ze poseerde voor het tijdschrift en werd verkozen tot Penthouse Pet of the Month voor maart 2001. Ze kwam ook voor in de kersteditie van het tijdschrift Hustler als een Hustler Honey. Ze kwam in die tijd ook voor in andere tijdschriften waaronder Cheri,  Mystique Magazine, High Society, Swank, AVN Online, Leg World, Club International en Lowrider. Ze heeft ook geposeerd voor ModFX Models, Suze Randall, Ken Marcus en Mac & Bumble.
In 2003 werd Leone verkozen tot "Penthouse Pet of the Year" en verscheen ze in de video Penthouse Pets in Paradise samen met Tera Patrick en Kyla Cole. In 2005 werd ze benoemd tot "West Coast Internet Sales Representative" van Adam & Eve.

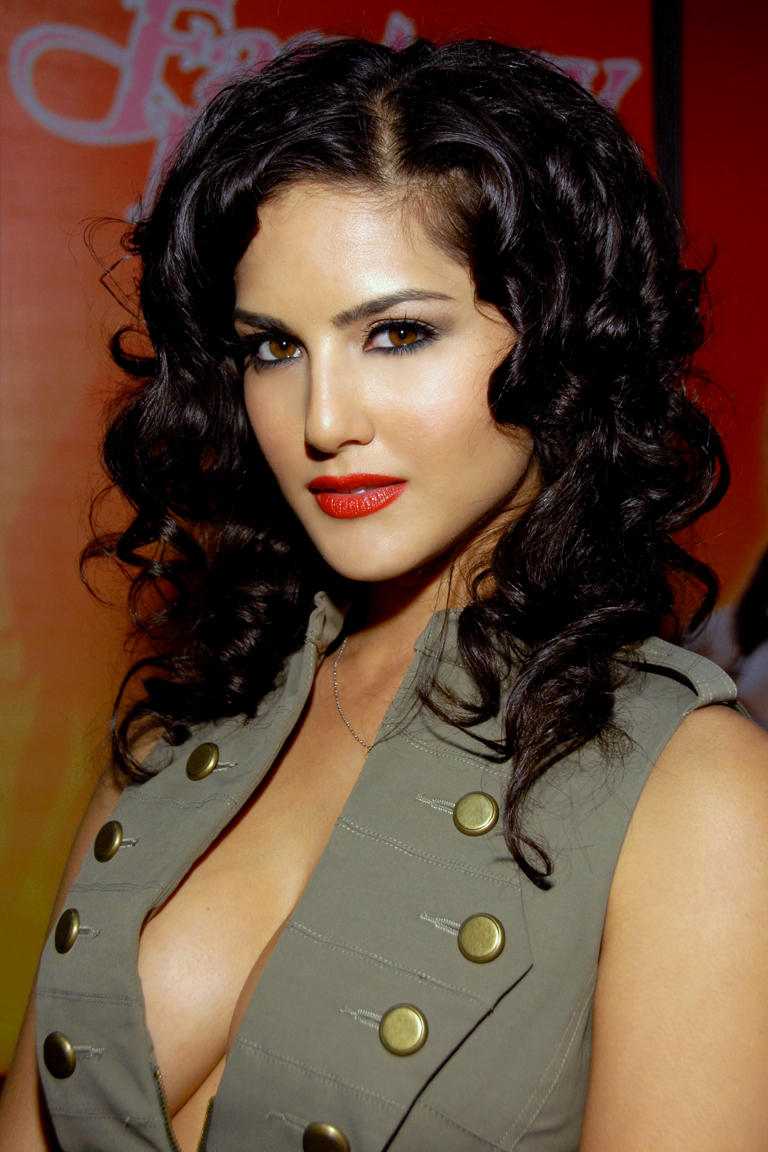
Sunny Leone in 2010, op de Exxxotica LA Expo

In 2005 tekende Leone een contract met Vivid Entertainment voor drie jaar. Hiermee ging ze over op hardcore pornografie. Leone sprak af dat ze uitsluitend lesbische scènes zou doen. Haar eerste pornografische film had de titel Sunny en kwam uit in december 2005. Haar volgende film was interactief, wat nog niet eerder was gedaan door Vivid. De film werd in slechts vier dagen opgenomen. Voor deze film kreeg ze ook haar eerste AVN Award voor beste interactieve dvd. Hierna maakte ze de films Sunny Loves Cher, waarin ze voor het eerst squirtte voor de camera, en The Female Gardner, die ze samen met Mikayla Mendez en Daisy Marie heeft gemaakt.
De laatste twee films van Leone voor Vivid waren It's Sunny in Brazil, die in Brazilië werd gefilmd, en The Sunny Experiment, waarin Monique Alexander en Brea Lynn verschenen. Deze films kwam uit in oktober, resp. december 2007.
In mei 2007 verlengde ze haar contract met Vivid voor nog zes films. Ze kwam ook overeen om voor de camera met mannen te werken, maar uitsluitend met haar verloofde, Matt Erikson. In de zomer van 2007 kreeg Leone ook een borstvergroting. Hierna verscheen ze in de film Sunny Loves Matt. Ze werd door deze film voor drie van de zes AXN awards van 2009 genomineerd. Ze werd ook genomineerd voor "Female Performer of the Year". In oktober 2008 maakte ze haar laatste film met Erikson, The Other Side of Sunny.
In januari 2008 maakte Leone bekend dat ze niet meer exclusief met Erikson zou werken en heeft ze scènes gedaan met andere acteurs.
In 2009 gaf Vivid zijn enige film uit waarin ze met andere mannen heeft samengewerkt. Deze film kwam uit onder de titel Sunny B/G Adventure. In haar laatste film voor Vivid, "Undress Me", verscheen ze met Daniel Weber en heeft ze aangegeven exclusief met hem te werken.
In augustus 2009 maakte Leone bekend dat ze een eigen studio ging openen, samen met Daniel Weber, onder de naam Sunlust Pictures. Ze wilde hiermee haar eigen films schrijven, regisseren en maken. De films werden uitgegeven door Vivid. Haar eerste onafhankelijke productie kwam uit in maart 2009: The Dark Side of the Sun. De film kwam uit in het Erotic Heritage Museum in Las Vegas. In juni 2009 werd door haar gecast in Las Vegas voor haar tweede film, Sunny Slumber Party. Deze film kwam in september dat jaar uit. Ze produceerde vervolgens drie andere films: Gia Portrait of a Porn Star (2010), werd genomineerd voor meerdere AVN Awards, Roleplay (2011) en Goddess (2012), waarin ze voor het eerste een anale seksscène deed.
Leone heeft sinds 2009 ook met andere studio's dan Vivid gewerkt. Ze is online bekender geworden door samenwerking met PPPcard, AdultPokerParty.com, Brickhouse, Flirt4Free, Totemcash en IMlive, om haar films te verkopen en verspreiden via internet en andere media. Mede hierdoor won ze de "Web Babe of the Year" XBIZ Award in 2008. Haar website en zaken verlopen via het bedrijf Leone LLC. Leone vertelde in een interview in april 2012 dat 80% van de bezoekers van haar website en 60% van haar inkomsten komt uit India.
Naast haar werk in pornografische films, maakte Leone ook deel uit van de Vivid Comedy Tour, en heeft ze gemodelleerd voor Vivid Footwear. Ze heeft ook deelgenomen in andere evenementen van Vivid, zoals Vivid/ClubJenna Lingerie Bowl en Vivid's Hot Rod Night.
Er zijn ook seksspeeltjes (zogenaamde fleshlights) gemaakt in 2006 door Doc Johnson naar de vorm van haar vulva en vagina, met behulp van een mal. In 2008 werd de Sunny Leone Exciter vibrator uitgegeven. Control MFG gebruikt Vivid modellen, waaronder Leone, voor het adverteren van hun skateboards. Leone was gekoppeld aan Gab Ekoe, een van de skateboarders van Team Control. Ze heeft ook aangegeven een eigen lingerie- en juwelenlijn te willen starten.
Leone steeg van plek 41 in 2007 naar de 13e plek in de "Top 100 Porn stars" van het tijdschrift Genesis in 2009. Ze kwam ook op de 34e plaats in de "Top 50 Coolest Desis" in 2004 van de site Desiclubs.com. Ook was ze een van de "40 under 40" in AVN Online. Maxim verkoos haar tot een van de top 12 vrouwelijke pornosterren. Op askMen.com eindigde Leone op plaats 82 in de top 99 vrouwen van 2012.

### Mainstreammedia
De eerste keer dat Leone in de mainstreammedia te zien was, was in 2005 op de rode loper voor de MTV Awards op MTV India. Ze heeft ook een cameo rol gespeeld in de film The Girl Next Door. Ze verscheen in de videoclip van het nummer Livin' It Up van Ja Rule en in een filmpje van Kidd Skilly. Verder kwam ze ook voor in het programma "Wild On!" en de film "After Dark" op het Sundance filmfestival. Leone was ook een deelnemer in het tweede seizoen van het FOX realityprogramma My Bare Lady 2: Open for Business. Hierin werden pornografische actrices geschoold in het doen van zaken en met nieuwe investeerplannen komen. Ze verscheen ook in een scène van Debbie Does Dallas in 2007 en in de documentaire over de productie van de film en het leven van de acteurs.
Leone gaf al eerder aan dat ze een carrière in Bollywood wilde overwegen. Verschillende Indiase regisseurs hadden haar proberen te strikken, maar ze gaf aan dat ze zich niet op haar gemak voelde bij de personages die ze voorgelegd kreeg. Regisseur Mohit Suri probeerde in 2005 om Leone voor de hoofdrol in zijn film Kalyug te halen, maar dit lukte uiteindelijk niet omdat Leone te veel geld vroeg voor het lage budget van de film. Leone heeft gezegd dat haar favoriete Bollywood acteur Aamir Khan is en dat 60% van haar fans uit Zuidoost-Azië komen.
Ze verscheen in de film The Virginity Hit, waarin ze zichzelf speelde. Ze wordt in de film ingehuurd om het hoofdpersonage te ontmaagden.
Leone is ook aanwezig geweest bij evenementen als de 2002 SEMA International Auta Salon, 2002 Extreme Autofest Pomona en de 2006 World Series of Poker in Las Vegas. Ze is ook gastvrouw geweest in clubs zoals The Mansion in Miami en Highlands in Hollywood.
In 2005 werd ze genoemd in het tijdschrift Forbes voor een artikel over Vivid Entertainment. Ze is ook verschenen in tijdschriften als FHM, Front en Jane. In 2007 stond ze samen met andere actrices van Vivid op een billboard van bijna 15 meter op Times Square. Ook komt Leone voor in de spel Pocket Pool voor de PlayStation Portable, als een van de Penthouse Pets. Daarnaast komt ze voor in het koffietafelboek Naked Ambition:An R Rated Look at an X Rated Industry van Michael Grecco.
In 2008 maakte Leone bekend dat ze in de mainstreamfilm Pirates Blood zou verschijnen. Het filmen duurde twee weken en de film zou in de winter van dat jaar uitkomen. Leone kreeg ook een rol in de film Middle Men, een film over het ontstaan van de online porno-industrie. De film zou in bioscopen draaien in 2009.
In 2004 maakte Sunny Leone deel uit van de "No More Bush Girls", waarin zij en verschillende andere pornografische actrices hun schaamhaar afschoren als protest tegen het presidentschap van Bush. In mei 2008 verscheen ze in een promotievideo voor Declare Yourself, een nonprofit organisatie die het registreren om te stemmen promoten onder 18-29-jarigen. Ze gaf ook aan dat ze op Barack Obama zou gaan stemmen in de Amerikaanse presidentsverkiezingen van 2008, omdat ze vond dat hij beter zou zijn voor de porno-industrie dan John McCain. Leone heeft ook een video gemaakt voor de ASACP, om webmasters van pornografische websites te herinneren kinderen te beschermen door het plaatsen van een RTA label.
Leone heeft veel interesse genomen in gezondheid en fitness en is in in meerdere fitness publicaties verschenen. Ze heeft gemodelleerd voor fitnesskleding voor het merk Fantasy Fitness en heeft gezegd haar lichaam zo fit mogelijk te houden door middel van fitness, ondanks haar drukke schema. Ze zei in Men's Fitness: "Ik probeer heel gezond te eten, veel groenten en elke dag melk."
In 2013 heeft Leone verder ook geposeerd voor reclame van PETA, waarin bezitters van honden en katten wordt aangeraden om hun huisdieren te steriliseren.

### Bigg Boss

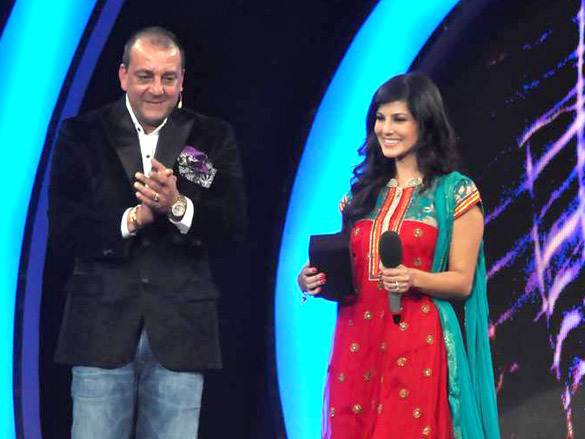
Leone met presentator Sanjay Dutt na haar eliminatie uit het vijfde seizoen van Bigg Boss

In 2011 nam Leone deel aan het Indiase versie van het realityprogramma Big Brother, Bigg Boss, dat bezig was met het vijfde seizoen. Ze ging het huis in op de 49e dag. Ze verzweeg haar beroep van pornografisch actrice en vertelde aan haar huisgenoot Pooja Bedi dat ze al tien jaar model en tv-actrice in Amerika was. Haar deelname aan Bigg Boss leidde tot een grotere populariteit buiten de pornografie. Haar Twitteraccount kreeg 8000 volgers in twee dagen, en zoekopdrachten naar haar op Google vertoonden een enorme piek. Er werden klachten ingediend bij het Indiase ministerie voor Informatie waarin werd betoogd dat door de aanwezigheid van Leone in het programma pornografie werd gepropagandeerd. De klachten waren afkomstig van onder andere het Indian Artists and Actors Forum en Anurag Thakur, leider van de jeugdafdeling van de Bharatiya Janata Party.

### Bollywood

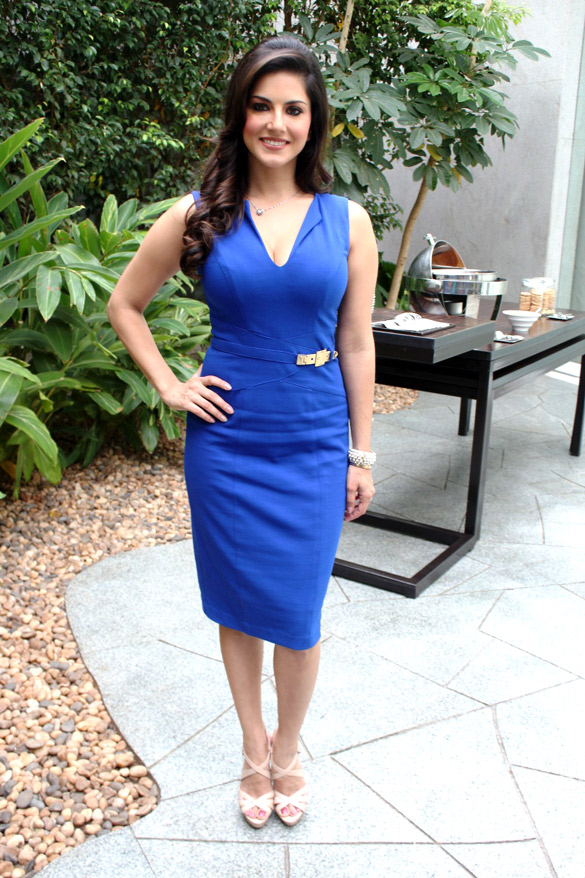
Sunny Leone in 2013

Tijdens haar verblijf in het Bigg Boss huis werd Leone benaderd door de Bollywood regisseur Mahesh Bhatt, die het huis voor een uurtje bezocht. Hij bood haar de hoofdrol aan in Jism 2 (vertaald: Lichaam 2), een erotische thriller die het vervolg was op de succesvolle film uit 2003, Jism. Ze accepteerde de rol en nadat ze Big Boss verliet begon ze met de opnamen van Jism 2 in Goa, Jaipur en Sri Lanka. In de film speelt Leone een vrouw die door de politie wordt ingehuurd om haar ex-vriend, een gevaarlijke terrorist, te verleiden. De rol was uitdagend voor Leone, vooral omdat ze nog niet zo goed Hindi sprak. Haar stem wordt dan ook nagesynchroniseerd in de film, aangezien Leones accent te zwaar was voor de rol. Jism 2 kwam uit op 33 augustus 2012 en was, ondanks slechte recensies, een grote hit in India.
Kort daarop speelde ze een klein rolletje in een andere Bollywood film, Shootout at Wadala. In deze film speelde ze een danseres en ze danste en speelde dan ook maar in één liedje mee.
Hierna speelde Leone een rol in de Bollywood comedy thriller film Jackpot van producent Kaizad Gustad. Ze speelde een verleidelijke zakenvrouw. Jackpot kwam uit op 13 december 2013 en was een flop. Leones optreden in de film kreeg echter wel positieve reacties en de meeste recensies waren het er over eens dat haar rol in Jackpot beter was dan in haar eerste film.
Leones volgende Bollywood rol was in een andere vervolgfilm, ditmaal Ragini MMS 2 van producent Ekta Kapoor. Dit is een vervolg op de film Ragini MMS, een cross-overhorrorfilm, die heel populair was geworden in 2011. Leone speelde een actrice die bezeten raakt. De actrice beweerde altijd van horrorfilms gehouden te hebben, dus meedoen in deze film was een droom die uitkwam voor haar. Ragini MMS 2 kwam uit in maart 2014 en was net als het eerste deel een grote hit en ook de recensies waren erg positief.

## Persoonlijk leven
In juni 2006 werd Leone een Amerikaans burger en zei haar Canadese nationaliteit te behouden. Op 14 april 2012 zei Leone dat ze nu Indiaas burger was. Ze legde in een interview uit dat ze in aanmerking kwam voor een overzeese nationaliteit, omdat haar ouders van Indiase afkomst waren. Dit maakte ze bekend voor het filmen van Jism 2.

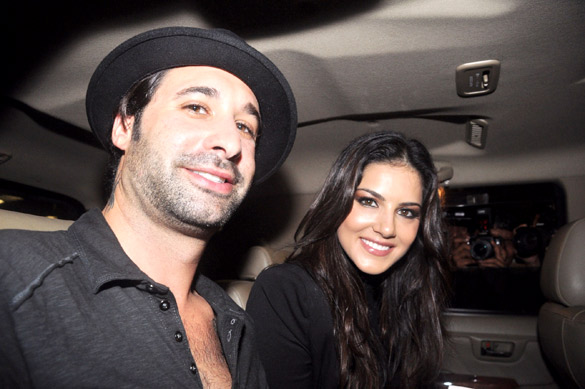
Sunny Leone en haar man Daniel Weber promoten de film Jism 2

Hoewel ze biseksueel is, heeft Leone aangegeven dat ze mannen de voorkeur geeft. Ze was verloofd met Matt Erikson, een vicepresident van marketing voor Playboy Enterprises. Op het moment woont ze in Hollywood.
In een interview in 2011 vertelde ze getrouwd te zijn met Daniel Weber. Tijdens haar verblijf in het Bigg Boss huis, vertelde ze op het eerste gezicht niet onder de indruk te zijn van Weber en dat ze expres te laat kwam opdagen op hun eerste afspraak. Hij wist haar echter toch te overtuigen door het sturen van 24 rozen naar haar hotelkamer.
In 2010 overleed de vader van Leone aan kanker. In 2011 heeft Leone samen met Monique Alexander en Keni Styles gelopen in de Rock 'n' Roll Los Angeles Half-Marathon om geld in te zamelen voor de American Cancer Society.
In 2017 adopteerden Leone en haar man Daniel Weber een meisje uit Latur. In 2018 maakten Leone en haar man bekend dat ze via een draagmoeder de ouders waren geworden van een tweeling.
Tijdens een interview voor Eye Weekly in 2008, zei Leone dat ze haar best doet om een connectie te houden met Sikh tradities, zelfs als het meer in theorie dan in praktijk is. Ze gaf echter wel aan dat ze niet van carrière zal veranderen om religieuze redenen.

## Filmografie

### Niet-pornografische films
| Jaar | Film                           | Taal      | Rol                | Opmerkingen                                                |
| ---- | ------------------------------ | --------- | ------------------ | ---------------------------------------------------------- |
| 2004 | The Girl Next Door             | Engels    |                    | cameo, Hollywooddebuut                                     |
| 2008 | Pirate's Blood                 | Engels    | Haarzelf           |                                                            |
| 2010 | The Virginity Hit              | Engels    | Haarzelf           |                                                            |
| 2012 | Jism 2                         | Hindi     | Izna               | Bollywooddebuut                                            |
| 2013 | Shootout at Wadala             | Hindi     | Danseres           | "Item song" Laila                                          |
| 2013 | Jackpot                        | Hindi     | Maya               |                                                            |
| 2014 | Balwinder Singh Famous Ho Gaya | Hindi     | Danseres           | "Item song" Shake that Booty                               |
| 2014 | Ragini MMS 2                   | Hindi     | Sunny              |                                                            |
| 2014 | Vadacurry                      | Tamil     | Danseres           | Tamil debuut, "Item song" Low Aana Lifeu                   |
| 2014 | Hate Story 2                   | Hindi     | Danseres           | "Item song" Pink Lips                                      |
| 2014 | Current Theega                 | Telugu    | Sunny              | Telugu debuut, cameo                                       |
| 2015 | DK                             | Kannada   | Danseres           | Kannada debuut, "Item song" Sesamma                        |
| 2015 | Ek Paheeli Leela               | Hindi     | Leela / Meera      |                                                            |
| 2015 | Luv U Alia                     | Kannada   | Danseres           | "Item song" Kamakshi                                       |
| 2015 | Singh is Bling                 | Hindi     | Passagier          | cameo                                                      |
| 2015 | Kuch Kuch Locha Hai            | Hindi     | Shanaya            |                                                            |
| 2016 | One Night Stand                | Hindi     | Celina Kapoor      |                                                            |
| 2016 | Fuddu                          | Hindi     | Danseres           | "Item song" Tu Zaroorat Nahi Tu Zaroori Hai                |
| 2016 | Beiimaan Love                  | Hindi     | Sunaina Verma      |                                                            |
| 2016 | Mastizaade                     | Hindi     | Lily en Laila Lele | dubbelrol                                                  |
| 2016 | Dongari Ka Raja                | Hindi     | Danseres           | "Item song" Choli Blockbuster                              |
| 2017 | Raees                          | Hindi     | Danseres           | "Item song" Laila Main Laila                               |
| 2017 | Noor                           | Hindi     | Haarzelf           | cameo                                                      |
| 2017 | Baadshao                       | Hindi     | Danseres           | "Item song" Piya More                                      |
| 2017 | Boyz                           | Marathi   | Danseres           | Marathi debuut, "Item song" Kuth Kuth Jayacha Honeymoon La |
| 2017 | Bhoomi                         | Hindi     | Danseres           | "Item song" Trippy Trippy                                  |
| 2017 | Shrestha Bangali               | Bengaals  | Danseres           | Bengaals debuut, "Item song" Chaap Nishna                  |
| 2017 | PSV Garuda Vega                | Telugu    | Danseres           | "Item song" Deo Deo                                        |
| 2017 | Tera Intezaar                  | Hindi     | Rounak             |                                                            |
| 2019 | Madhuraja                      | Malayalam | Danseres           | Malayalam debuut, "Item song" Moha Mundiri                 |
| 2019 | Jhootha Kahin Ka               | Hindi     | Danseres           | "Item song" Funk Love                                      |
| 2019 | Arjun Patiala                  | Hindi     | Baby Narula        |                                                            |
| 2019 | Password                       | Nepalees  | Danseres           | Nepalees debuut, "Item song" Aajako Sam                    |
| 2019 | Motichoor Chaknachoor          | Hindi     | Danseres           | "Item song " Battiyan Bujhaado                             |
| 2022 | Ginna                          | Telugu    | Renuka             |                                                            |
| 2022 | Champion                       | Kannada   |                    | "Item song" Dingar Billi                                   |
| 2022 | Oh My Ghost                    | Tamil     | Mayasena           |                                                            |
| 2023 | Kennedy                        | Hindi     | Charlie            |                                                            |
| 2023 | Thee Ivan                      | Tamil     |                    | "Item song" Mela Agayam                                    |
| 2024 | Mrudhu Bhave Dhruda Kruthye    | Malayalam |                    | "Item song" Fanaa                                          |
| 2024 | Quotation Gang Part 1          | Tamil     | Padma              |                                                            |
| 2024 | Petta Rap                      | Tamil     |                    | "Item song "Vechi Seyyuthey                                |
| 2024 | Mandira                        | Telugu    | prinses Mandira    |                                                            |
| 2025 | Badass Ravi Kumar              | Hindi     | Nisha              | gastoptreden                                               |

### Pornografische films
| Jaar | Titel                                        | Rol                 | Opmerkingen |
| ---- | -------------------------------------------- | ------------------- | ----------- |
| 2002 | Penthouse Video: Virtual Harem               | Sunny               |             |
| 2003 | Deadly Stingers                              | Hot Tub Hussey      |             |
| 2004 | Mystique Presents H20hh                      |                     |             |
| 2004 | Busty Cops                                   | Taluca Lake         |             |
| 2004 | Lingerie: The Secret Art of Seduction        | Sunny               |             |
| 2005 | Centerfold Fetish                            |                     |             |
| 2005 | Sunny                                        |                     |             |
| 2005 | Alabama Jones and the Busty Crusade          | Queen of the Jungle |             |
| 2006 | Busty Cops 2                                 | Taluca Lake         | Vervolg     |
| 2006 | Virtual Vivid Girl Sunny Leone               | Sunny Leone         |             |
| 2006 | Sunny & Cher                                 | Sunny               |             |
| 2006 | The Female Gardener                          |                     |             |
| 2007 | Debbie Does Dallas... Again                  | Corky               |             |
| 2007 | Sunny Loves Matt                             | Sunny               |             |
| 2007 | It's Sunny in Brazil                         |                     |             |
| 2007 | The Sunny Experiment                         |                     |             |
| 2008 | The Other Side of Sunny                      |                     |             |
| 2008 | Dark Side of the Sun                         |                     |             |
| 2008 | Descent Into Bondage                         |                     |             |
| 2008 | Costumed Damsels in Distress                 | Gypsy girl          |             |
| 2008 | The House of Naked Captives                  |                     |             |
| 2009 | Undress Me                                   |                     |             |
| 2009 | Deviance                                     |                     |             |
| 2009 | Naughty America 4 Her 6                      |                     |             |
| 2009 | Sunny's Sluber Party                         | Sunny               |             |
| 2009 | Sunny's Big Adventure                        |                     |             |
| 2010 | Live Gonzo                                   |                     |             |
| 2010 | Shut Up and Fuck Me                          |                     |             |
| 2010 | Sunny's Casting Couch: I Wanna Be a Pornstar |                     |             |
| 2010 | All Sunny All the Time                       |                     |             |
| 2010 | Sunny Leone Loves HD Porn                    |                     |             |
| 2010 | Sunny Leone Loves HD Porn 2                  |                     |             |
| 2010 | Girlfriends 2                                |                     |             |
| 2010 | Hocus Pocus XXX                              | Townsfolk           |             |
| 2010 | Gia: Portrait of a Porn Star                 | Gia                 |             |
| 2010 | Not Charlie's Angels XXX                     | Kelly               |             |
| 2011 | Roleplay                                     |                     |             |
| 2011 | Sunny & the Suitcase                         | Sunny               | Korte film  |
| 2011 | Lies: Diary of an Escort                     |                     |             |
| 2011 | Bang Van Blowout with Nick Swardson          |                     | Korte film  |
| 2012 | Sunny Leone: Goddess                         |                     |             |
| 2012 | Lesbian Workout                              |                     |             |
| 2012 | Sunny Leone: Erotica                         |                     |             |
| 2012 | Home Alone                                   |                     |             |
| 2013 | Charlie's Girl: Georgia Jones                |                     |             |

## Prijzen en nominaties
| Jaar | Prijs    | Categorie                     | Genomineerden  | Uitslag  |
| ---- | -------- | ----------------------------- | -------------- | -------- |
| 2008 | XBIZ     | Web Babe of the Year          |                | Gewonnen |
| 2010 | AVN      | Best All-Girl Group Sex Scene |                | Gewonnen |
| 2010 | AVN      | Web Starlet of the Year       |                | Gewonnen |
| 2010 | F.A.M.E. | Favorite Breasts              |                | Gewonnen |
| 2012 | XBIZ     | Porn Star Site of the Year    | SunnyLeone.com | Gewonnen |
| 2013 | AVN      | Crossover Star of the Year    |                | Gewonnen |